# Omuleții dansatori
Omuleții dansatori (în engleză The Adventure of the Dancing Men) este una dintre cele 56 povestiri scurte cu Sherlock Holmes ale lui Sir Arthur Conan Doyle și a treia povestire din volumul Întoarcerea lui Sherlock Holmes.
Povestirea a fost publicată în revista Strand Magazine din decembrie 1903, cu ilustrații de Sidney Paget, apoi în volumul "Întoarcerea lui Sherlock Holmes" (în engleză The Return of Sherlock Holmes) editat la 7 martie 1905 de George Newnes Ltd din Anglia. Doyle a clasificat "Omuleții dansatori" pe locul III din cele 12 povestiri favorite cu Sherlock Holmes.

## Rezumat

### Misterul inițial

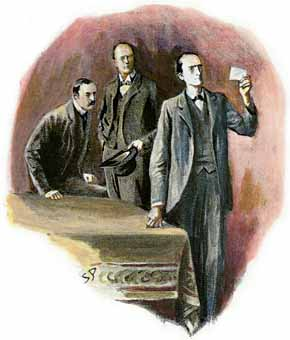
Holmes examinând desenul.

Domnul Hilton Cubitt, proprietarul conacului Ridling Thorpe din comitatul Norfolk face apel la Sherlock Holmes, căci de ceva vreme tânăra sa soție, Elsie, îl neliniștește. Ei sunt căsătoriți abia de un an. Elsie este americancă și înainte de nuntă i-a cerut viitorului soț să-i promită că niciodată nu o va întreba despre trecutul ei – promisiune pe care el, ca un gentleman adevărat, ține să o respecte. Problemele au început când Elsie a primit o scrisoare din Statele Unite ale Americii, care a tulburat-o mult și pe care a aruncat-o în foc. 

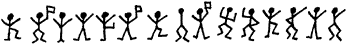
O diagramă desenată de Conan Doyle

După o perioadă, pe proprietatea lui Cubitt au început să apară mai multe desene copilărești. În ele sunt reprezentați omuleți care par să danseze. Aceste desene apar în diferite locuri: pe bucăți de hârtie lăsată în cursul nopții pe ceasul solar, desenate cu creta pe un perete, pe o ușă sau pe marginea ferestrei. De fiecare dată, descoperirea lor pare să o înfricoșeze pe Elsie, dar ea nu i-a dat soțului nicio explicație. 
Holmes îi cere lui Cubitt să-i transmită o copie fidelă a fiecărui mesaj nou cu «omuleți dansatori». Mesajele sunt copiate de moșier și trimise sau aduse de el la 221B Baker Street. Holmes își dă seama că este vorba de mesaje cifrate, dar are nevoie de mai multe mesaje pentru a descoperi cifrul. Într-un final, detectivul descoperă cifrul. Ultimul mesaj cu omuleți dansatori îl neliniștește, iar detectivul pleacă în grabă la conacul Ridling Thorpe.

### Rezolvarea misterului

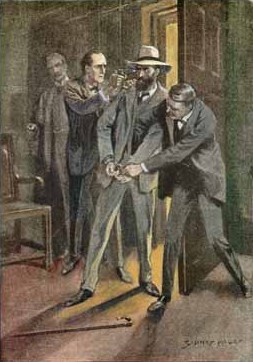
Slaney este arestat.

Sosit acolo, Holmes află că Hilton Cubitt a fost împușcat mortal în inimă în noaptea precedentă, iar soția sa este grav rănită la cap de un glonte. Inspectorul Martin de la poliția din Norfolk crede că Elsie și-a împușcat soțul și apoi a încercat să se sinucidă. Holmes descoperă o gaură de glonte în marginea de jos a ferestrei, ceea ce dovedește că s-au tras trei focuri de armă. Cum din revolverul lui Cubitt lipsesc doar două gloanțe, detectivul deduce că a fost implicată și o a treia persoană care a tras cu arma. În exteriorul clădirii este descoperit un al treilea cartuș, ceea ce demonstrază că a treia persoană a tras de afară prin fereastra deschisă. 
Holmes presupune că cea de-a treia persoană s-ar afla la ferma “Elrige’s” din East Ruston (comitatul Norfolk), pe care rândașul lui Cubitt o recunoaște. Holmes scrie în grabă un mesaj înlocuind literele cu omuleți dansatori și-l trimite pe rândaș la ferma Elrige’s pentru a-l livra unui oarecare Abe Slaney, al cărui nume îl descifrase din mesajele cifrate. În timp ce așteaptă sosirea lui Slaney, Sherlock Holmes le dezvăluie inspectorului și doctorului Watson semnificația seriilor de desene. Este vorba de o substituire alfabetică: fiecare omuleț reprezintă o literă. Studiind frecvența fiecărei apariții a omuleților și repetarea unora dintre ei, Holmes a descifrat fiecare mesaj. Folosirea acestor desene este de a le da impresia celorlalte persoane că este vorba de un desen copilăresc. În ultimul dintre mesaje, care a dus la deplasarea în grabă a lui Holmes și Watson la Norfolk, scria “ELSIE PREPARE TO MEET THY GOD” (în română Elsie, pregătește-te să-L întâlnești pe Dumnezeu).
Chiriașul de la Elrige’s, Abe Slaney, un alt american, sosește la conacul Ridling Thorpe Manor, crezând că a fost chemat de Elsie. După ce intră în casă, el este imobilizat și apoi le spune celor prezenți întreaga povestire. El este un fost iubit al lui Elsie din Chicago și a venit în Anglia pentru a o aduce pe aceasta în America. Anterior, Holmes aflase ca urmare a corespondenței cu un polițist american că Slaney era un criminal periculos. Elsie își dăduse întâlnire cu Slaney la fereastră, după ce soțul ei a adormit. Ea a încercat să-i ofere 1.000 lire pentru a-l convinge să o lase în pace. Slaney a încercat să o tragă pe fereastră pe Elsie, moment în care a apărut în cameră Hilton Cubitt. Moșierul a tras cu revolverul asupra lui Slaney însă nu l-a nimerit, dar aproape imediat americanul a tras și el și l-a ucis pe Cubitt. Slaney a fugit apoi, iar Elsie și-a tras un glonte în cap. 
Slaney este arestat și apoi judecat. El a fost condamnat la moarte, dar a scăpat de spânzurătoare ca urmare a comutării pedepsei în muncă silnică pe viață, ca urmare a faptului că s-a luat în calcul circumstanța atenuantă că Hilton Cubitt a tras primul. Elsie și-a revenit complet și și-a petrecut întreaga viață îngrijind de săraci și administrând averea soțului ei. 

## Personaje
- Sherlock Holmes
- doctorul Watson
- Martin - inspector la poliția din Norfolk
- Hilton Cubitt - proprietarul conacului Ridling Thorpe din comitatul Norfolk
- Elsie Cubitt, născută Patrick - soția lui Hilton Cubitt
- Doamna Saunders - menajera de la conacul Ridling Thorpe
- Doamna King - bucătăreasa de la conacul Ridling Thorpe
- Abe Slaney - periculos infractor american

## Referiri în alte lucrări
În romanul The Nine Tailors a lui Dorothy Sayers, lordul Peter Wimsey se confruntă cu un cod dificil: "El nu a văzut niciodată un mesaj secret care să arate atât de inocent. Omuleții dansatori ai lui Sherlock Holmes erau, prin comparație, destul de evidenți" (Partea a II-a, cap. 8).
În romanul Enigma a lui Robert Harris, personajul principal, cripto-analist britanic din cel de-al doilea război mondial și fan al lui Sherlock Holmes, este menționat ca rezolvând mesajul secret al omuleților dansatori în timp ce se recupera după o severă cădere nervoasă; din punctul său de vedere, ca profesionist implicat în rezolvarea codurilor marinei Germaniei Naziste, mesajul codat al lui Doyle este "simplu, dar elegant".
În episodul în două părți a serialului de anime Detective Conan intitulat "The Secret of the Sun, Moon and Stars", Profesorul Agasa și Shinichi Kudo (Conan Edogawa) sugerează că desenele soarelui, lunii și stelelor găsite pe diferite obiecte în casa unchiului lui Agasa sunt un cod foarte asemănător cu omuleții dansatori.

## Adaptări teatrale și cinematografice
Această povestire a servit ca sursă de inspirație pentru al 37-lea film cu Sherlock Holmes (filmat în 1923) din seria de filme mute cu Eille Norwood.
Filmul Sherlock Holmes and the Secret Weapon (1943) este bazat puțin pe povestirea "Omuleții dansatori", dar mută acțiunea în contextul celui de-al doilea război mondial.
Povestirea "Omuleții dansatori" a fost adaptată în 1968 pentru un episod (episodul 14) al serialului TV Sherlock Holmes (realizat de BBC) cu actorii Peter Cushing și Nigel Stock. 
O nouă adaptare a fost realizată în 1984 pentru serialul de televiziune Sherlock Holmes realizat de Granada Television cu Jeremy Brett și David Burke în rolul principal. Acest episod este al doilea din primul sezon. Această versiune este destul de fidelă textului original. Povestirea a fost adaptată de Anthony Skene. Întreaga serie a fost prezentată în SUA de postul PBS (Public Broadcasting Service).
"The Blind Banker" (al doilea episod al serialului TV Sherlock realizat de BBC în 2010, cu Benedict Cumberbatch în rolul lui Sherlock Holmes și Martin Freeman în rolul dr. Watson) este inspirat din "Omuleții dansatori". Mai multe elemente ale povestirii - cum ar fi deducția lui Holmes că nu e vorba de o crimă săvârșită de o altă persoană aflată în cameră - și folosirea cifrului pentru a descifra o serie de mesaje - sunt împrumutate din povestirea originală.

## Traduceri în limba română
- Omuleții dansatori - în volumul "Aventurile lui Sherlock Holmes. Vol. III" (Colecția Adevărul, București, 2010) - traducere de Silvia Stan
- Omuleții dansatori - în volumul "Aventurile lui Sherlock Holmes. Vol. III" (Colecția Adevărul, București, 2011) - traducere de Silvia Stan